# Olivier Latry

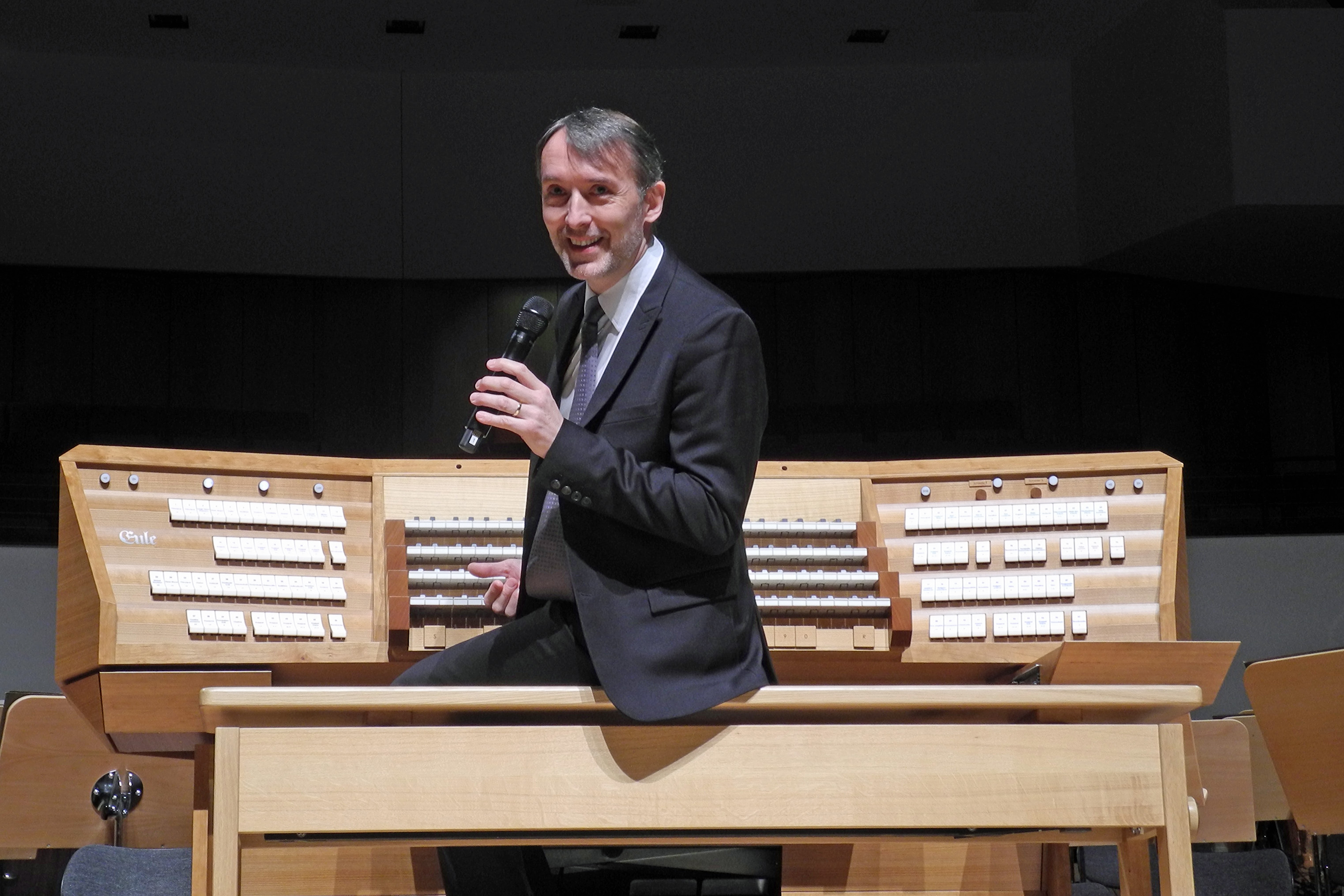
Olivier Latry als Palastorganist der Konzertsaison 2017/18 am Spieltisch der Eule-Orgel im Kulturpalast in Dresden (2017)

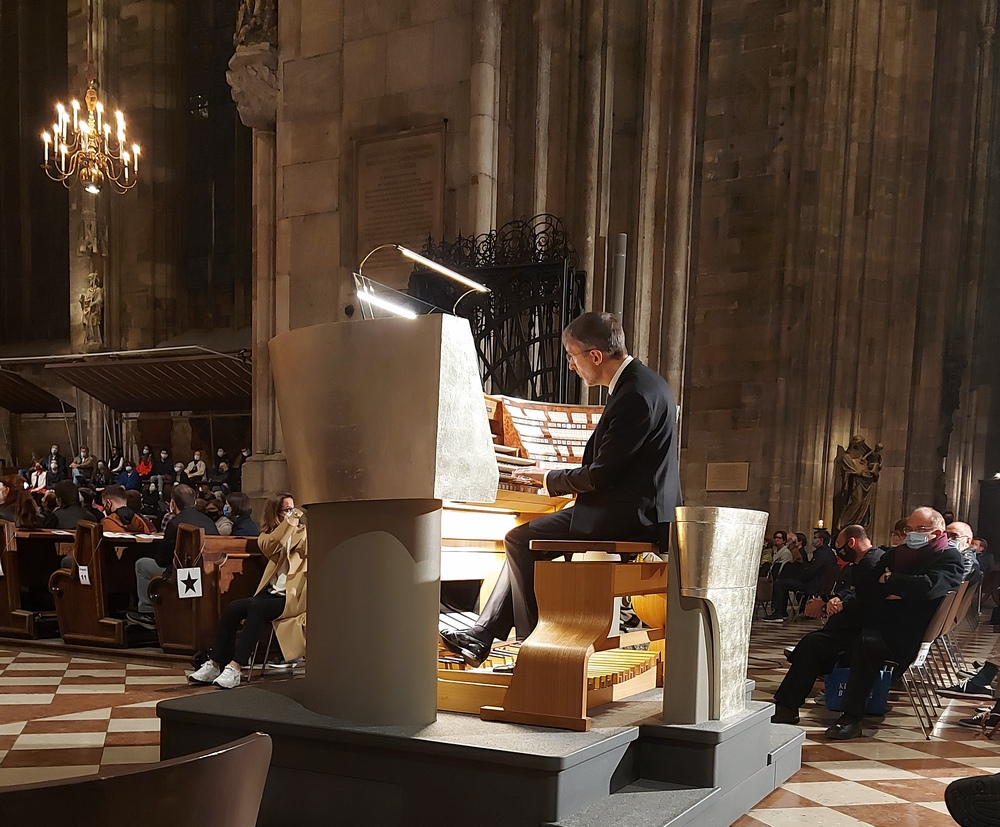
Olivier Latry am mobilen Spieltisch der neuen Riesenorgel im Wiener Stephansdom (2020)

Olivier Jean-Claude Latry (* 22. Februar 1962 in Boulogne-sur-Mer) ist ein französischer Organist, Improvisator und Musikpädagoge. Er wirkt seit 1985 als einer von ursprünglich vier Titularorganisten an der Großen Orgel der Kathedrale Notre-Dame de Paris.

## Leben
Olivier Latry, Sohn des Versicherungskaufmanns Robert Latry und dessen Frau Andrée, geb. Thomas, begann im Alter von sieben Jahren Klavier zu spielen. Zugang zur Orgel fand er, als er zwölfjährig eingeladen wurde, mit seinem Keyboard zur Trauung eines Freundes in einer Kirche zu musizieren. Latry zog es jedoch vor, anstatt des Keyboards die dreimanualige Orgel jener Kirche zu benutzen, was ihm gefiel und ihn zu einer näheren Beschäftigung mit dem Orgelspiel führte. Von 1981 bis 1985 war er als Organist an der Kathedrale von Meaux tätig. Nach seiner Ausbildung arbeitete Latry als Assistent in der Orgelklasse von Michel Chapuis am Pariser Konservatorium. 1990 übernahm er die Orgelklasse seines Lehrers Gaston Litaize am Conservatoire à rayonnement régional de Saint-Maur-des-Fossés, 1995 wurde er zum Professor für Orgel am Pariser Konservatorium ernannt. 1985 wurde er, gemeinsam mit Philippe Lefebvre, Jean-Pierre Leguay und Yves Devernay, zum Titularorganisten an der Kathedrale Notre-Dame in Paris ernannt. 
In der Konzertsaison 2017/18 war Olivier Latry Palastorganist an der neuen Eule-Orgel im Kulturpalast Dresden.
Latry ist mit der koreanischen Organistin Shin-Young Lee verheiratet und hat drei Kinder.

## Werke
- Salve Regina für Orgel und Singstimme (2007)

## Diskographie (Auswahl)
- Récital à Notre-Dame de Paris (Werke von César Franck, Jean-Guy Ropartz, Léon Boëllmann, Alexandre Guilmant, Camille Saint-Saëns, Charles-Marie Widor, Louis Vierne u. a.) SDV (Sony), 1994.
- Olivier Messiaen: Orgelwerke. (Gesamtaufnahme). Deutsche Grammophon (Universal), 2002.
- Midnight at Notre-Dame. DG (Universal), 2004.
- Charles-Marie Widor: Orgelsinfonien 5 & 6. 2004
- César Franck: In Spiritum. DG (Universal), 2005.
- Voyages. Warner Classics, 2017.[5]
- Bach to the Future, 2019.

## Filme
- 2015: Die Orgel von Notre-Dame de Paris (arte, Regie: Isabelle Julien)

## Schüler
- Silvius von Kessel
- Jean-Baptiste Monnot